# 卡拉蘇拉冰川

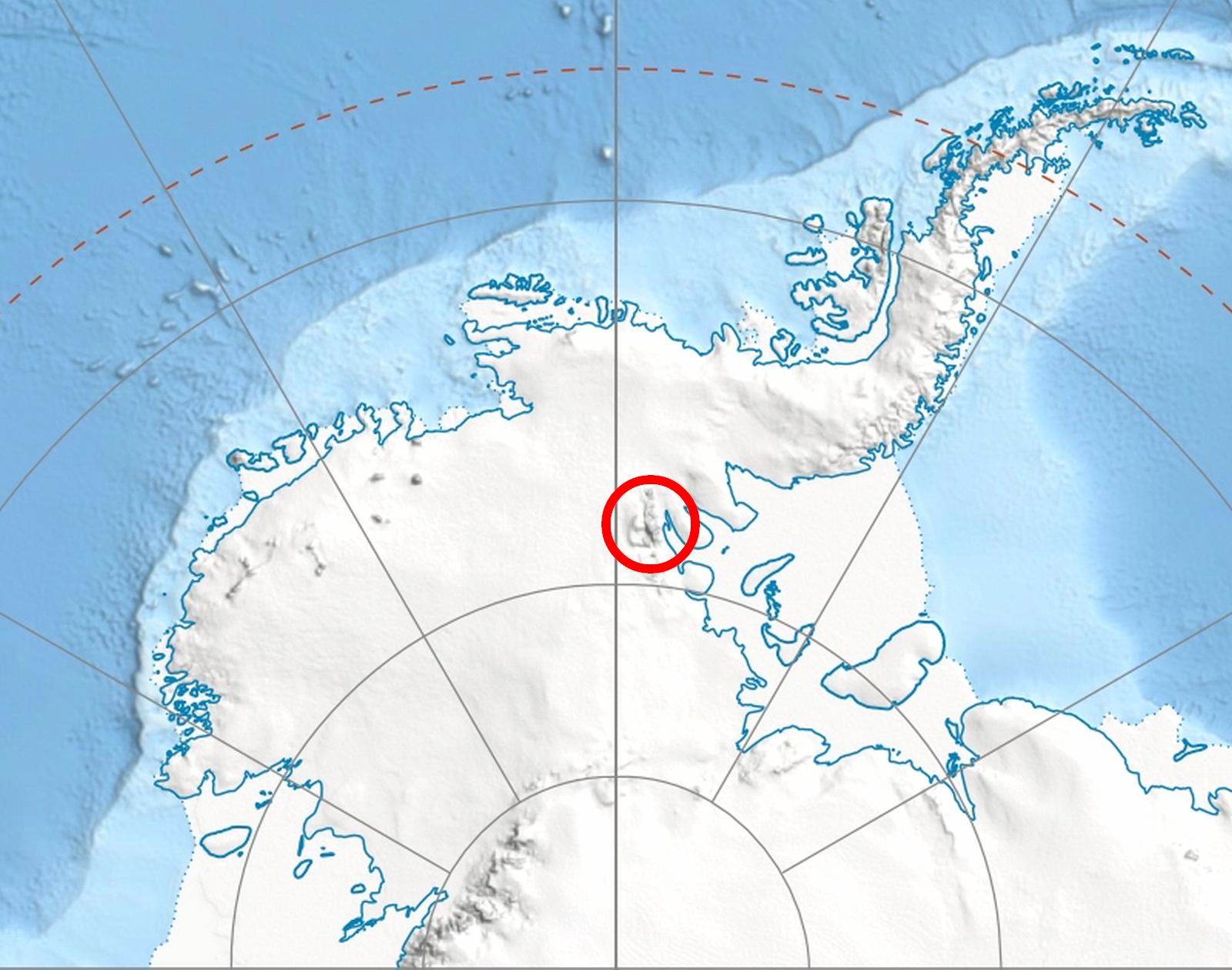

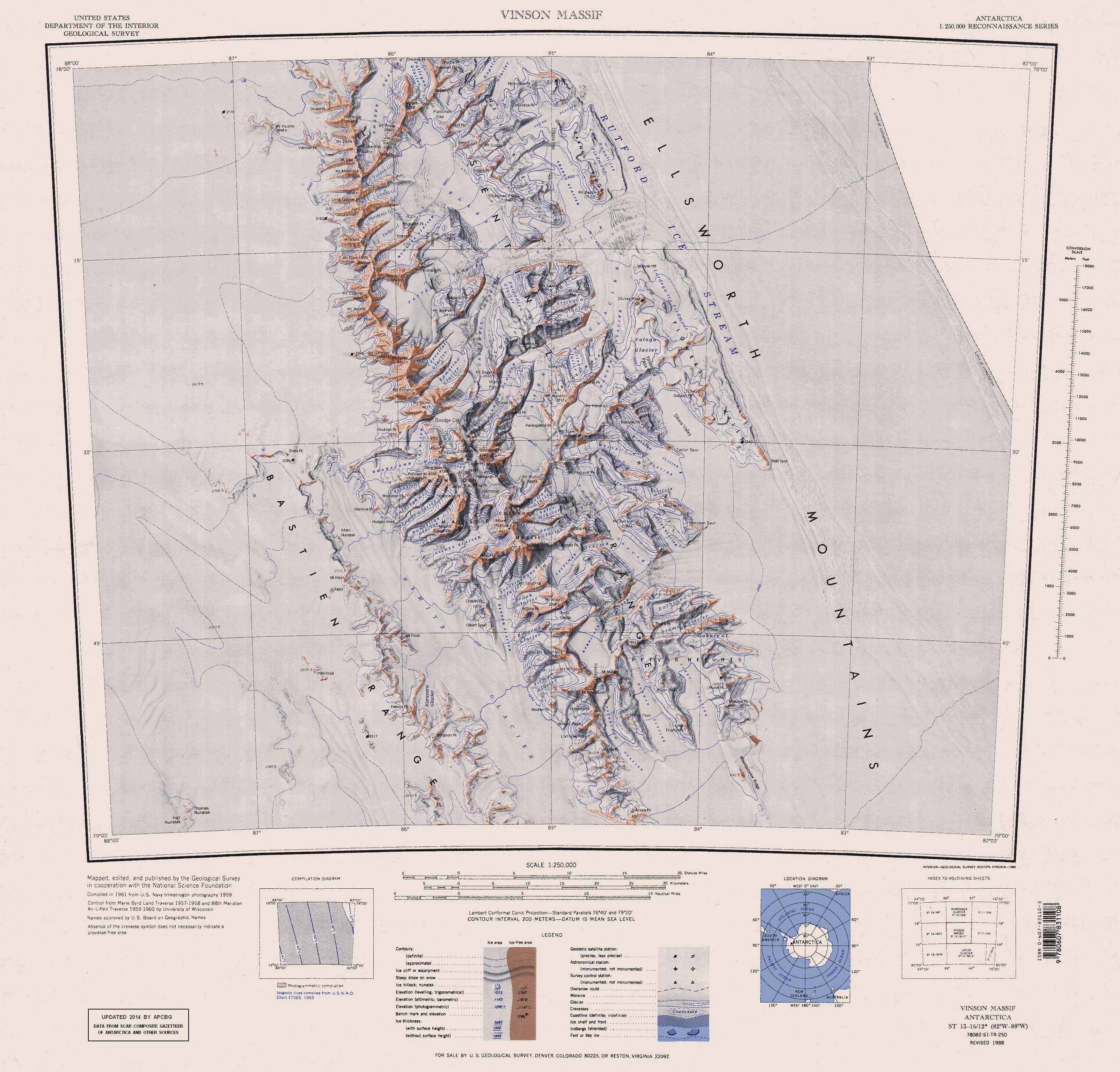

卡拉蘇拉冰川（英語：Karasura Glacier），是南極洲的冰川，位於埃爾斯沃思地，處於埃爾斯沃思山脈中巴斯蒂安山脈地區，長7.2公里、寬2.7公里，流經伯格森峰和帕特莫斯峰東坡，最終注入尼米茲冰川，現時由南極條約體系管理。